# Monterey (Tennessee)
Monterey è un comune degli Stati Uniti d'America, situato nello Stato del Tennessee, nella Contea di Putnam.